# Salix daliensis
Salix daliensis — вид квіткових рослин із родини вербових (Salicaceae).

## Морфологічна характеристика
Це кущ. Гілочки в молодому віці волосисті, потім голі. Листкова ніжка (3)6–7 мм, густо запушена; листкова пластинка від ланцетної чи видовжено-ланцетної до вузько-яйцюватої форми, (30)50–60(80) × 6–15(20) мм, абаксіально (низ) густо біло шовковисті, адаксіально від зеленого до темно-зеленого забарвлення, край цілий, верхівка гостра. Сережки циліндричні, 1.5–6(15) см × 4–6 мм. Чоловіча квітка: тичинок 2, пиляки жовті, еліпсоїдні. Коробочка густо запушена.

## Середовище проживання
Китай: Пд. Сичуань, Юньнань, Пд. Хюбей. Росте у долинах, на схилах гір, у змішаних лісах; на висотах 1500–2700 метрів.